# WTA Monte Carlo
Il WTA Monte Carlo è un torneo femminile di tennis, disputato a Monte Carlo su campi in terra rossa, tra il 1976 e il 1982. È subentrato al torneo femminile degli Internazionali di Monte Carlo a seguito della costituzione della Women's Tennis Association (WTA).

## Albo d'oro

### Singolare
| Anno | Campionessa             | Finalista               | Punteggio       |
| ---- | ----------------------- | ----------------------- | --------------- |
| 1947 | Magda Rurac             | Jean Bostock            | 6-3, 6-8, 6–2   |
| 1948 | ---                     | ---                     | Non disputato   |
| 1949 | Annalisa Ullstein Bossi | Anne-Marie Seghers      | 6-2, 6–3        |
| 1950 | Jean Walker-Smith       | Anne-Marie Seghers      | 7-5, 6–3        |
| 1951 | Doris Hart              | Shirley Fry             | 6-3, 6-3        |
| 1952 | Zsuzsa Körmöczy         | Hella Strecker          | 7–5, 7–5        |
| 1953 | Dorothy Knode           | Totta Zehden            | 7–5, 10–12, 6-4 |
| 1954 | Silvana Lazzarino       | Jacqueline Kermina      | 3–6, 6–2, 6–4   |
| 1955 | Patricia Ward           | Shirley Bloomer         | 6–4, 6–2        |
| 1956 | Althea Gibson           | Shirley Bloomer         | 6–4, 6–4        |
| 1957 | Annalisa Bossi Bellani  | Yola Ramírez            | 6-2, 6-1        |
| 1958 | Zsuzsa Körmöczy         | Mimi Arnold             | 6–2, 6–2        |
| 1959 | Zsuzsa Körmöczy         | Yola Ramírez            | 7-5, 1-6, 6–3   |
| 1960 | Zsuzsa Körmöczy         | Yola Ramírez            | 6–3, 6–2        |
| 1961 | Margaret Smith          | Elizabeth Starkie       | 4-6, 6–1, 6–1   |
| 1962 | Zsuzsa Körmöczy         | Flo de la Courtie       | 6–3, 6–2        |
| 1963 | Lesley Turner           | Jan Lehane              | 5–7, 8-6, 6–2   |
| 1964 | Christine Truman        | Jan Lehane              | 6–4, 3-6, 6–4   |
| 1965 | Françoise Dürr          | Helga Schultze          | 7–5, 6–3        |
| 1966 | Helga Niessen           | Lea Pericoli            | 6–2, 6–2        |
| 1967 | Helga Schultze          | Gail Sherriff           | 6–4, 6–2        |
| 1968 | Vlasta Vopickova        | Marilyn Aschner         | 6–4, 3-6, 6–3   |
| 1969 | Ann Jones               | Virginia Wade           | 6–1, 6–3        |
| 1970 | Helga Niessen           | Gail Sherriff Chanfreau | 9-7, 6–3        |
| 1971 | Gail Sherriff Chanfreau | Betty Stöve             | 6-4, 4–6, 6–4   |
| 1972 | Ingrid Bentzer          | Helga Niessen Masthoff  | 7-5, 6–3        |
| 1973 | Fiorella Bonicelli      | Renáta Tomanová         | 6–4, 6-2        |
| 1974 | Odile de Roubin         | Gail Sherriff Chanfreau | 8-6, 6–6, rit.  |
| 1975 | Gail Sherriff Chanfreau | Helga Niessen Masthoff  | 3-6, 7-5, 6–2   |
| 1976 | Helga Niessen Masthoff  | Fiorella Bonicelli      | 6–4, 6–2        |
| 1977 | Regina Maršíková        | Mariana Simionescu      | 6–2, 6–3        |
| 1978 | Brigitte Simon          | Gail Sherriff Lovera    | 7-5, 6-1        |
| 1979 | Helga Niessen Masthoff  | Sabina Simmonds         | 6–3, 6–1        |
| 1980 | Brigitte Simon          | Isabelle Villiger       | 6–1, 6–0, 6–2   |
| 1981 | ---                     | ---                     | Non disputato   |
| 1982 | Virginia Ruzici         | Bonnie Gadusek          | 6-2, 7-6        |

### Doppio
| Anno | Campionesse                                | Finalista                                  | Punteggio     |
| ---- | ------------------------------------------ | ------------------------------------------ | ------------- |
| 1947 | Jean Bostock Effie Peters                  | Jacqueline Patorni Anne-Marie Seghers      | 6-1, 6-1      |
| 1949 | Nel Hermsen Jacqueline Marcellin           | Annalisa Ullstein Bossi Anne-Marie Seghers | 4-6, 6-1, 6-1 |
| 1950 | Jean Quertier Jean Walker-Smith            | Colette Boegner Arlette Halff              | 6-4, 7-5      |
| 1951 | Doris Hart Shirley Fry                     | Colette Boegner Maud Galtier               | 6-0, 9-7      |
| 1952 | Gem Hoahing Joy Mottram                    | Billie Woodgate Georgie Woodgate           | 7-5, 6-0      |
| 1953 | Anne Shilcock Patricia Ward                | Shirley Bloomer Silvana Lazzarino          | 6-1, 6-2      |
| 1954 | Shirley Bloomer Darlene Ward               | Jacqueline Patorni Erika Vollmer           | 1-6, 6-2, 7-5 |
| 1955 | Shirley Bloomer Angela Buxton              | Josette Billaz Susan Chatrier              | 5-7, 6-4, 6-0 |
| 1956 | Shirley Bloomer Pat Hird                   | Althea Gibson Louise Snow                  | 6-3, 7-5      |
| 1957 | Ginette Bucaille Susan Chatrier            | Anne Shilcock Patricia Ward                | 5-7, 6-3, 6-4 |
| 1958 | Francine Haillet Jacqueline Rees Lewis     | Zsuzsa Körmöczy Christiane Mercelis        | 6-4, 6-4      |
| 1959 | Lucia Bassi Zsuzsa Körmöczy                | Marie-Odile Bouchet Anne-Marie Seghers     | 5-7, 6-3, 7-5 |
| 1961 | Françoise Dürr Danièle Wild                | Carmen Coronado Christiane Mercelis        | 0-6, 8-6, 6-2 |
| 1962 | Flo de la Courtie Françoise Dürr           | Kaye Dening Mary Hawton                    | 6-4, 6-1      |
| 1963 | Rita Bentley Jill Blackman                 | Christiane Mercelis Věra Suková            | default       |
| 1964 | Silvana Lazzarino Lea Pericoli             | Heide Schildknecht Helga Schultze          | 4-6, 6-2, 6-0 |
| 1965 | Silvana Lazzarino Lea Pericoli             | Judy Tegart Gail Sherriff                  | 6-2 6-4       |
| 1966 | Silvana Lazzarino Lea Pericoli             | Lucia Bassi Maria Teresa Riedl             | 6-4, 6-2      |
| 1968 | Carol Sherriff Gail Sherriff               | Roberta Beltrame Francesca Gordigiani      | 8-6, 7-5      |
| 1969 | Gail Sherriff Chanfreau Rosie Reyes Darmon | Robin Lloyd Winnie Shaw                    | 6-4, 6-2      |
| 1970 | Gail Sherriff Chanfreau Lexie Crooke       | Silvana Lazzarino Lea Pericoli             | 7-5, 7-5      |
| 1971 | Katja Ebbinghaus Betty Stöve               | Lucia Bassi Lea Pericoli                   | 6-4, 6-3      |
| 1972 | Lucia Bassi Lea Pericoli                   | Helga Niessen Masthoff Ol'ga Morozova      | 6-4, 6-4      |
| 1973 | Ingrid Bentzer Mimi Wikstedt               | Lucia Bassi Daniela Marzano                | 6-1, 6-3      |
| 1975 | Lucia Bassi Lea Pericoli                   | Florence Guedy Gail Sherriff Chanfreau     | 7-5, 7–6      |
| 1976 | Katja Ebbinghaus Helga Niessen Masthoff    | Rosie Reyes Darmon Gail Sherriff Chanfreau | 6-3, 7-5      |
| 1982 | Virginia Ruzici Catherine Tanvier          | Pat Medrado Cláudia Monteiro               | 7-6, 6-2      |